# Chōshin Chibana
Chōshin Chibana (jap. 知花朝信 Chibana Chōshin) (ur. 5 maja 1885 w Shuri na wyspie Okinawa, zm. 26 lutego 1969) – mistrz karate shōrin-ryū, posiadacz 10 dan.
Chibana rozpoczął treningi w wieku 15 lat pod kierunkiem mistrza Ankō Itosu. Studiował u niego aż do śmierci mistrza w 1915 r. W 1919 r. otworzył swoje pierwsze dojo. W 1933 zmienił nazwę shuri-te na shōrin-ryū. W 1956 założył on pierwszą wielostylową organizację: Okinawa Karate-do Federation oraz pierwszą stylową organizację karate: Okinawa Shorin-ryu Karate-do Association (1958).
W latach 1954–1958 pełnił funkcję szefa wyszkolenia karate dla policji w Shuri. W 1957 r., w wieku 72 lat, Chōshin Chibana otrzymał tytuł Hanshi od Dai Nippon Butokukai. W 1968 Chibana został odznaczony orderem przyznanym przez cesarza Japonii za zasługi w rozwoju karate.
W kwietniu tego samego roku został powiadomiony o śmiertelnym nowotworze gardła. Ze względu na oddanie Okinawa Shorin-Ryu Karate, uczył nawet kiedy jego organizm był poważnie osłabiony rozprzestrzenianiem się nowotworu. Lekarze próbowali ratować jego życie, lecz mistrz Chōshin Chibana zmarł 26 lutego 1969 r. o godzinie 6:40.
Do jego uczniów należeli: Katsuya Miyahira (10 dan), Yuchoku Higa (10 dan), Shugoro Nakazato (10 dan), Ankichi Nakamura (10 dan)-wnuk mistrza Chibany, Kenyu Chinen (9 dan).